# Gruden (priimek)
Gruden je 200. najbolj pogost priimek v Sloveniji, ki ga je po podatkih Statističnega urada Republike Slovenije na dan 1. januarja 2024 uporabljalo 894 oseb. Največ oseb s tem priimkom, 894, živi v Osrednejslovenski statistični regiji. V Goriški statistični regiji, kjer je z 82. mestom priimek najpogostejši, živi 193 ljudi.

## Znani nosilci priimka
- Adolf Gruden (1905–1976), društveni delavec
- Aleksandra Saška Gruden (* 1970), kiparka, likovna in multidisciplinarna umetnica
- Albert Gruden - Blisk (1923–1982), partizan, narodni heroj
- Ana Gruden, arhitektka
- Barbara Gruden, novinarka, dopisnica
- Boris Gruden (1942–2002), glasbenik tubist
- Dora Gruden (1900–1988), pesnica
- Dren Gruden, pesnik
- Dušan Gruden (*1939), strojnik, prof.
- Evgenija Gruden, slikarka
- France Gruden (1952–2008), slikar, publicist
- Gregor Gruden (* 1980), igralec
- Igo Gruden (1893–1948), pesnik, prevajalec
- Igor Gruden (1932–2007), novinar, urednik, dopisnik
- Janez Gruden (1887–1930), prevajalec, pisatelj in esejist
- Janez Kapistran Gruden (1884–1962), bogoslovni profesor in teološki pisec
- Janko Gruden (1861–1888), pesnik
- John Daniel Gruden (* 1970), ameriški hokejist in trener
- Jon David Gruden (* 1963), ameriški nogometni trener
- Josip Gruden (1901–1952), odvetnik in narodno kulturni delavec
- Josip (Valentin) Gruden (1869–1922), duhovnik in zgodovinar
- Jurij Gruden (* 1975), režiser in scenarist dokumentranih fillmov
- Kristina Gruden (* 1969), biologinja, znanstvenica
- Ludvik Gruden (1903–1974), pravnik, vrhovni sodnik
- Margherita Gruden, glasbenica, pedagoginja
- Marija Gruden Grad (1932—1993), baletna plesalka
- Matej Gruden - Keko (* 1974), zamejski pesnik, glasbenik
- Matjaž Gruden (* 1965), pravnik, diplomat; v otroštvu filmski igralec
- Meta Močnik Gruden, pevka zabavne glasbe
- Mihael Gruden (* 1934), strojnik, hidrodinamik
- Mirjan Gruden (1910–2001), elektrotehnik, univerzitetni profesor in rektor
- Mirka Gruden-Luznik (1903—?), sokolska delavka
- Mirko Gruden (1911—1967), nogometaš
- Mitja (Demeter) Gruden (* 1933), psiholog, politični zapornik in emigrant
- Nevenka Gruden (1929–2021), zdravnica fiziologinja, specialistka socialne medicine v Zagrebu
- Nikolaj Gruden, duhovnik
- Peter Gruden, avtor glasbe in besedil za popevke
- Stanko Gruden - Strela (1926–1945), partizan
- Pavla Gruden (1894–1961), medicinska sestra, pobudnica Materinskega doma v Ljubljani
- Pavla Gruden (1921–2014), pesnica in kulturna delavka v Avstraliji
- Sabina Gruden, pevka mezzosopranistka
- Vladimir Gruden (1939–2020), hrvaški nevropsihiater in psihoterapevt
- Zdenka Gruden (1937–2013), hrvaška nevropsihiatrinja in psihoterapevtka
- Živa Gruden (* 1948), zamejska kulturna in pedagoška delavka (Italija)